# El Cuenqueño
El Cuenqueño es una localidad del estado mexicano de Michoacán. Es parte del municipio de Vista Hermosa.

## Demografía
| Gráfica de evolución demográfica |
|                                  |

| Censo | Población |
| ----- | --------- |
| 1900  | 302       |
| 1910  | 282       |
| 1921  | 110       |
| 1930  | 155       |
| 1940  | 312       |
| 1950  | 411       |
| 1960  | 636       |
| 1970  | 461       |
| 1980  | 883       |
| 1990  | 1087      |
| 2000  | 1144      |
| 2010  | 1177      |
| 2020  | 1217      |